# Matías Vera
Matías Gabriel Vera (Buenos Aires, Argentina; 20 de noviembre de 1995) es un futbolista argentino. Juega como mediocampista y su equipo actual es el Club Olimpia  de la Primera División de Paraguay, a préstamo desde el Houston Dynamo.

## Trayectoria

### Nueva Chicago
Surgió de las divisiones inferiores del Club Atlético Nueva Chicago. Siempre jugó en el mediocampo, fue el mediocampista central de su equipo y también un gran capitán, principal referente de sus compañeros a lo largo de toda su carrera como juvenil.
El viernes 23 de enero de 2015, Nueva Chicago había visitado en Ecuador al Deportivo Cuenca en lo que fue la Noche Colorada, donde este equipo presenta año a año a sus refuerzos de cara al inicio de la respectiva temporada. Este fue el primer partido internacional en la historia de Nueva Chicago, y el centrocampista formó parte de este partido histórico. Unos días más tarde, fue titular en lo que fue el segundo partido por la gira en Ecuador, esta vez frente a Liga de Loja de ese mismo país.
Debutó profesionalmente el 6 de abril de 2015 en la derrota 2 a 1 de su equipo frente a Banfield por la fecha 8 del Torneo de Primera División 2015. En abril de 2015 firma su primer contrato profesional con Nueva Chicago, que lo unía a sus filas hasta el 2019. Debido a la falta de mediocampistas que había en el plantel logró adquirir continuidad, una vez debutado en el primer equipo. Disputó 17 partidos a lo largo del campeonato, y a pesar de que su equipo terminó descendiendo, alcanzó buenos rendimientos.
Para la temporada 2016, sería una pieza muy utilizada, tanto como titular o como suplente, por el entrenador Andrés Guglielminpietro. Ingresó desde el banco de suplentes en la primera fecha en la victoria de su equipo por 2 a 0 frente a Almagro. El 26 de marzo de 2016 convirtió su primer gol como profesional en la derrota 5 a 2 de su equipo ante All Boys. Disputó 19 partidos durante el campeonato y marcó 1 gol. Fue observado por clubes de la Primera División de Argentina debido a sus buenos rendimientos aunque aseguró su continuidad en el equipo.

### San Lorenzo y cesión a O'Higgins
En enero de 2018 su pase es adquirido por San Lorenzo, pero es enviado en calidad de préstamo al O'Higgins de la Primera División de Chile por todo el año.

### Houston Dynamo
El 21 de diciembre de 2018 se confirmó su traspaso al Houston Dynamo de la Major League Soccer, que adquirió el 100% de su pase a cambio de U$ 1.000.000.
El 10 de enero de 2022, Vera fue cedido al Argentinos Juniors de la Primera División de Argentina,.

## Estadísticas
Actualizado al último partido disputado el 9 de octubre de 2022
| Club                          | Div.          | Temporada     | Liga  | Liga  | Copas nacionales | Copas nacionales | Copas internacionales | Copas internacionales | Total | Total |
| Club                          | Div.          | Temporada     | Part. | Goles | Part.            | Goles            | Part.                 | Goles                 | Part. | Goles |
| ----------------------------- | ------------- | ------------- | ----- | ----- | ---------------- | ---------------- | --------------------- | --------------------- | ----- | ----- |
| Nueva Chicago Argentina       | 1.ª           | 2015          | 16    | 0     | 1                | 0                | —                     | —                     | 17    | 0     |
| Nueva Chicago Argentina       | 2.ª           | 2016          | 18    | 1     | —                | —                | —                     | —                     | 18    | 1     |
| Nueva Chicago Argentina       | 2.ª           | 2016-17       | 38    | 1     | 2                | 0                | —                     | —                     | 40    | 1     |
| Nueva Chicago Argentina       | 2.ª           | 2017          | 10    | 0     | —                | —                | —                     | —                     | 10    | 0     |
| Nueva Chicago Argentina       | Total club    | Total club    | 82    | 2     | 3                | 0                | 0                     | 0                     | 85    | 2     |
| O'Higgins · Chile             | 1.ª           | 2018          | 28    | 2     | 2                | 0                | —                     | —                     | 30    | 2     |
| O'Higgins · Chile             | Total club    | Total club    | 28    | 2     | 2                | 0                | 0                     | 0                     | 30    | 2     |
| Houston Dynamo Estados Unidos | 1.ª           | 2019          | 30    | 0     | 2                | 1                | 4                     | 0                     | 36    | 1     |
| Houston Dynamo Estados Unidos | 1.ª           | 2020          | 17    | 0     | —                | —                | —                     | —                     | 17    | 0     |
| Houston Dynamo Estados Unidos | 1.ª           | 2021          | 30    | 3     | —                | —                | —                     | —                     | 30    | 3     |
| Houston Dynamo Estados Unidos | 1.ª           | 2022          | 28    | 0     | 1                | 0                | —                     | —                     | 29    | 0     |
| Houston Dynamo Estados Unidos | Total club    | Total club    | 105   | 3     | 3                | 1                | 4                     | 0                     | 112   | 4     |
| Argentinos Juniors Argentina  | 1.ª           | 2023          | 0     | 0     | 0                | 0                | —                     | —                     | 0     | 0     |
| Argentinos Juniors Argentina  | Total club    | Total club    | 0     | 0     | 0                | 0                | 0                     | 0                     | 0     | 0     |
| Total carrera                 | Total carrera | Total carrera | 215   | 7     | 8                | 1                | 4                     | 0                     | 227   | 8     |